# تلیل
تلیل (به عربی: التلیل) یک منطقهٔ مسکونی در لبنان است که در شهرستان عکار واقع شده‌است. تلیل ۳٫۰۷ کیلومتر مربع مساحت و ۱٬۰۵۹ نفر جمعیت دارد و ۳۲۰ متر بالاتر از سطح دریا واقع شده‌است.